# صفونيسبا أنجيسولا
صوفونيسبا أنغيسولا (بالإيطالية: Sofonisba Anguissola) (وُلدت عام 1532 تقريبًا – تُوفيت 16 نوفمبر 1625) عُرفت أيضًا باسم صوفونيسبا أنغيشيولا، هي رسامة إيطالية من عصر النهضة، وُلدت في مدينة كريمونا لأسرة نبيلة فقيرة نسبيًا. تلقت تعليمًا جيدًا شمل دراسة الفنون الجميلة، شكل تدريبها المهني على يد رسامين محليين سابقة في قبول النساء كطالبات للفنون. في شبابها، سافرت أنغيسولا إلى روما حيث تعرَّفت على ميكيلانجيلو الذي أدرك موهبتها على الفور، وسافرت إلى ميلانو حيث رسمت دوق ألبا. كانت الملكة الإسبانية، إليزابيث دي فالوا، رسامة هاوية متحمسة، وفي سنة 1559 ذهبت أنغيسولا إلى مدريد، وعُينت كمعلمة خاصة للملكة برتبة وصيفة. في وقت لاحق، صارت أنغيسولا رسامة البلاط الرسمي للملك فيليب الثاني، وقد كيَّفت إسلوبها ليتناسب مع المتطلبات الرسمية للوحات البورتريه التي ترسمها للبلاط الإسباني. بعد موت الملكة، ساعد الملك فيليب في ترتيب زواج أرستقراطي لها. انتقلت إلى صقلية، ولاحقًا إلى بيزا وجنوة، حيث تابعت ممارستها كرسامة بارزة للوحات البورتريه.
أكثر لوحاتها تميزًا وجاذبية هي لوحات البورتريه التي رسمتها لنفسها ولأسرتها، وقد رسمتها قبل أن تنتقل إلى البلاط الإسباني. كان تصويرها للأطفال، على وجه الخصوص، جديدًا ومرصودًا عن كثب. رسمت في البلاط الإسباني لوحات بورتريه رسمية للدولة بالأسلوب الرسمي السائد حينذاك، وتُعتبر أنغيسولا واحدة من أوائل وأنجح الرسامات القليلات في البلاط. رسمت أيضًا في وقت لاحق من حياتها مواضيع دينية، على الرغم من أن العديد من لوحاتها الدينية قد فُقدت. تُوفيت أنغيسولا في سنة 1625 في باليرمو، بعد أن بلغت من العمر 93 عامًا.
كان لشخصية أنغيسولا، بقدر ما كانت أعمالها الفنية، تأثيرًا دائمًا على الأجيال اللاحقة من الفنانين، وأدى نجاحها الكبير إلى فتح الطريق أمام أعداد أكبر من النساء للسعي نحو مزاولة الفن كحياة مهنية. يمكن رؤية لوحاتها في صالات العرض في بوسطن (متحف إيزابيلا ستيوارت غاردنر)؛ وفي مدينة ميلووكي (متحف الفن الميلووكي)؛ ومدينة بيرغامو؛ ومدينة بريشا؛ ومدينة بودابست؛ وفي مدينة مدريد (متحف ديل برادو)؛ ومدينة نابولي؛ ومدينة سيينا؛ وفي معرض أوفيزي في مدينة فلورنسا.
كتب معاصرها جورجو فازاري بأن أنغيسولا «في مسعاها ومحاولاتها للرسم، أظهرت قدرًا كبيرًا من الطلاقة والأناقة بالنسبة لأي امرأة أخرى في عصرنا؛ وبالتالي، لم تنجح فقط في الرسم، والتلوين، والطلاء من وحي فطرتها، ومن النسخ عن الآخرين على نحو رائع، بل نجحت بنفسها في صنع لوحات نادرة وجميلة جدًا».

## أسرتها

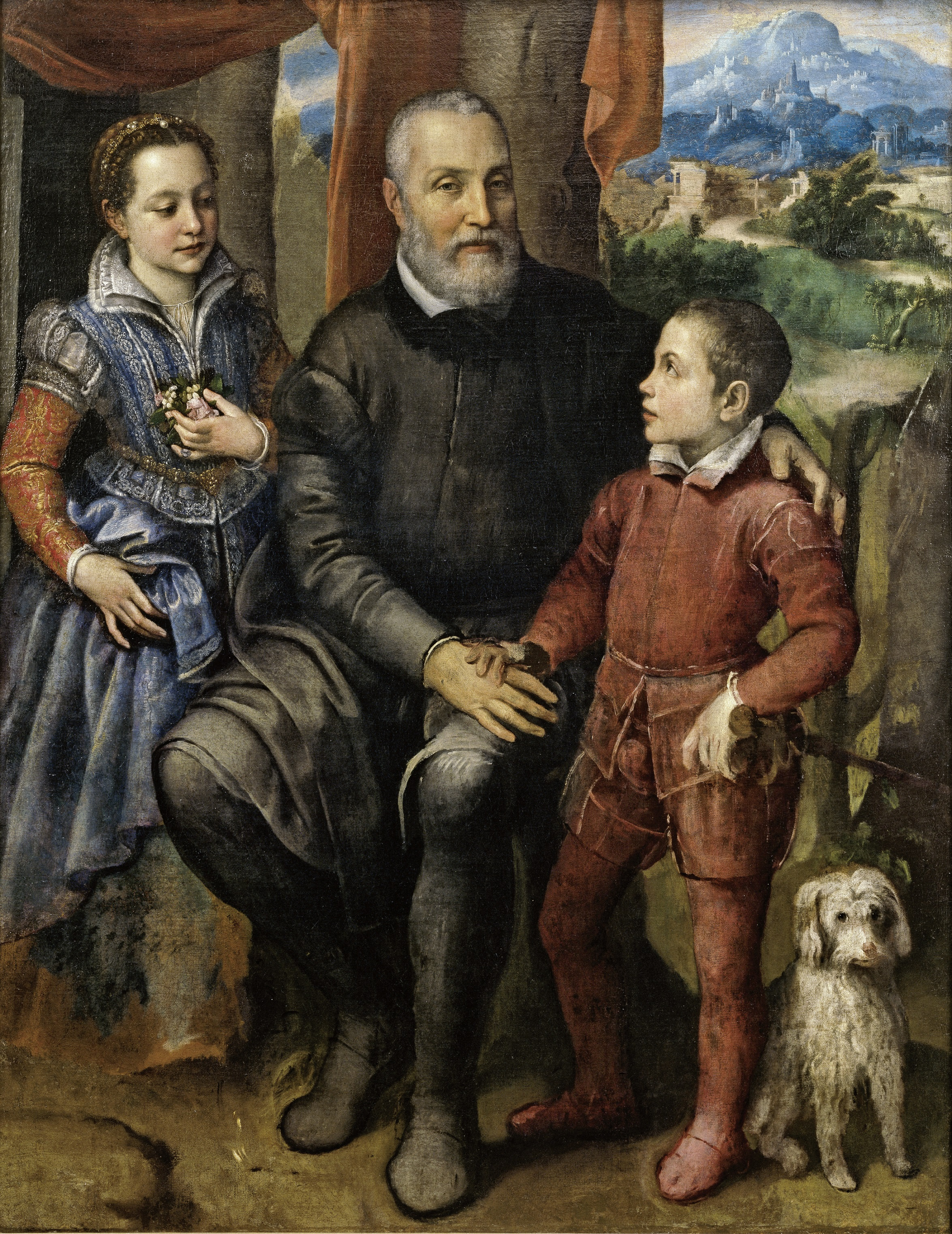
صورة عائلية لمينيرفا وأميلكار وأسدروبالي أنجيسولا، نحو عام 1559

يرتبط أصل واسم عائلة أنغيسولا بتراث بيزنطي قديم، غني بالتفاصيل التاريخية.
وفقًا لهذا التراث، ينحدر الأنغيسولاس من أمير الحرب القسطنطيني؛ غالفانو سوردو، أو غالفانو دي سواردي/ سوردي، (Σούρδη، وهو اسم عائلي لا يزال مستخدمًا إلى اليوم في اليونان واسطنبول وسميرنا). في عام 717، خدم غالفانو في جيش الإمبراطور البيزنطي ليو الثالث الإيساوري، وقد «ساهم بنار مُصنَّعة مبتكرة في تحرير مدينة القسطنطينية من العرب المسلمين الذين حاصروها برًا وبحرًا». كانت هذه «النار المُصنَّعة»، والتي كانت تُدعى بالنار الإغريقية، سلاحًا حارقًا استُحدث في أواخر القرن السابع، وكان مسؤولًا عن العديد من الانتصارات العسكرية البيزنطية الرئيسية، وعلى نحو خاص، إنقاذ القسطنطينية من محاولتين للحصار من قبل العرب، وهو ما ضمن بقاء الإمبراطورية.
حمل درع غالفانو سوردي صورة أفعى (باللاتينية: anguis: أنغيس، تعني حرفيًا: الأفعى الصماء)، وعقب انتصار غالفانو على الأمويين، هتف رفاقه في الجيش وهتف سكان القسطنطينية: «أنغيس سولا فيشيت فيكتوريم!»، بما يعني: «الثعبان وحده جلب النصر!». أصبح هذا القول شائعًا جدًا، وغالفانو نفسه لقّب بـ«أنغيسولا». وفي نهاية المطاف، منح الإمبراطور لقب أنغيسولا لجميع نسله. في هذا الصدد، أشير إلى أنه من الممكن أن المونوغرام المرسوم على الصورة الذاتية المصغَّرة لصوفونيسيبا يحتوي على شعار الأسرة «أنغيس سولا فيشيت فيكتوريم!» أو يحتوي، على نحو أكثر بساطة، اسم والدها: أميلكار أنغيسولا.
هربًا من الوباء، الطاعون الأسود، الذي اندلع في القسطنطينية، استقر أحفاد أنغيسولا في إيطاليا، وتزوجوا بعائلات نبيلة أخرى مثل عائلات الكومني وغونزاغا وكاراكسيولوس وسكوتي وفيسكونتي، وبنوا ملكيات مستقلة في بياتشنزا وكريمونا وفيتشنزا ومناطق أخرى من إيطاليا. انتمى الأنغيسولاس الذين استقروا في مدينة البندقية إلى طبقة النبلاء لتلك المدينة من عام 1499 إلى عام 1612.

## حياتها الشخصية
بعد موت الملكة إليزابيث دي فالوا سنة 1568، اهتم فيليب الثاني، على نحو خاص، بمستقبل أنغيسولا. أراد أن يزوجها لأحد النبلاء في البلاط الإسباني في سنة 1571، فيما كانت تدنو من الأربعين من عمرها، رتب البلاط الإسباني لها زواجًا من أحد النبلاء الصقليين. دفع فيليب الثاني مهرًا قدره 12,000 سكودو مقابل زواجها من فابريزيو مونكادا بيناتيللي، ابن أمير مدينة باترنو، نائب والي صقلية. وقيل إن فابريزيو كان يدعم لوحتها. غادرت أنغيسولا وزوجها إسبانيا بإذن من الملك، ويُعتقد بأنهما عاشا في باترنو (بالقرب من كاتانيا) في الفترة من عام 1573 إلى عام 1579 رغم أن دراسة حديثة أفادت بأن الزوجين بقيا في إسبانيا. حصلت على معاش ملكي قدره 100 دوقت، وهو ما مكّنها من مواصلة العمل وإعطاء الدروس الخاصة للرسامين المحتملين. دعمت ثروتها الخاصة أيضًا أسرتها وأخوها أسدروبالي في أعقاب أزمة والدها، أميلكار أنغيسولا، المالية ووفاته. في باترنو رسمت لوحة «لا مادونا ديل إيتريا».
توفي زوج أنغيسولا سنة 1579 في ظروف غامضة. بعد سنتين، فيما كانت متوجهة إلى كريمونا عن طريق البحر، وقعت في حب قبطان السفينة، التاجر البحري أورازيو لوميلينو. خلافًا لرغبة أخيها، تزوجا في بيزا في 24 ديسمبر 1584، وعاشا في جنوة حتى سنة 1620. لم يكن لديها أبناء، لكنها حافظت على علاقات ودية طيبة مع بنات أختها، وجوليو؛ ابن زوجها.